# Sitticus striatus
Sitticus striatus là một loài nhện trong họ Salticidae.
Loài này thuộc chi Sitticus. Sitticus striatus được James Henry Emerton miêu tả năm 1911.